# Кукутень (Димбовіца)
Кукутень, Кукутені (рум. Cucuteni) — село у повіті Димбовіца в Румунії. Входить до складу комуни Моцеєнь.
Село розташоване на відстані 93 км на північний захід від Бухареста, 21 км на північ від Тирговіште, 62 км на південь від Брашова.

## Населення
За даними перепису населення 2002 року у селі проживали 662 особи, усі — румуни. Усі жителі села рідною мовою назвали румунську.